# Ignacio Ramonet
Pour les articles homonymes, voir Ramonet.
Ignacio Ramonet (né le 5 mai 1943 à Redondela en Galice (Espagne) est un sémiologue du cinéma et journaliste espagnol. Il est le père de Tancrède Ramonet.
Ancien directeur du mensuel Le Monde diplomatique, il est actuellement directeur de l'édition espagnole du Monde diplomatique et président de l'Association Mémoire des luttes. Il est également éditorialiste de politique internationale à l'agence Kyodo News (Tokyo), à l'agence Inter Press Service (IPS), à Radio Nederland (Amsterdam), au quotidien Eleftherotypía (Athènes) et au journal d'information numérique Hintergrund en Allemagne.

## Biographie
Ignacio Ramonet a grandi à Tanger au Maroc où ses parents, républicains espagnols fuyant le franquisme, se sont installés vers 1948. Après avoir obtenu une maîtrise de lettres en France à l'université Bordeaux III, il enseigne au collège du Plateau à Salé au Maroc, puis au collège du Palais royal de Rabat où il a comme élève le futur roi Mohammed VI. Il s'installe définitivement en France en 1972. Influencé par Roland Barthes et dirigé par Christian Metz, il soutient en 1981 à l'École des hautes études en sciences sociales un doctorat sur le rôle social du cinéma cubain. De 1975 à 2005, il enseigne la théorie de la communication au département de cinéma, communication, information (CCI) de l'université Paris-VII.
Critique de cinéma, il collabore aux Cahiers du cinéma puis à Libération qui vient alors d'être créé par Serge July et Jean-Paul Sartre. Entré au mensuel Le Monde diplomatique en février 1973, il en est élu directeur de la rédaction et président du directoire en janvier 1990 ; réélu à l'unanimité à deux reprises, en 1996 et 2002, il demeurera directeur jusqu'en mars 2008,.
Il est également docteur honoris causa de l'université de Saint-Jacques-de-Compostelle (Espagne), de l'université de Córdoba (Argentine), de l'université de La Havane (Cuba), et de l'université autonome de Saint-Domingue (UASD) et auteur de plusieurs livres de géopolitique et de théorie critique des médias.
En août 2019, la ville de New York (États-Unis) lui remet une distinction d'honneur (« Proclamation ») « pour ses travaux dans les communications de masse en faveur des communautés latines »

## Fondateur d'ATTAC
Ignacio Ramonet est parmi les premiers à définir le concept de pensée unique et a notamment aidé à propager cette idée dans un article de janvier 1995[source insuffisante].
Il est à l'origine de la création de l'association ATTAC dont il est président d'honneur. En effet, dans un éditorial du Monde diplomatique de décembre 1997 intitulé « Désarmer les marchés », il pose l'hypothèse que la mondialisation financière s'est créé son propre État, avec ses appareils, ses réseaux d'influence et ses moyens d'actions, mais que c'est un État complètement dégagé de toute société, qu'elle désorganise les économies nationales, méprise les principes démocratiques qui les fonde, presse les États à s'endetter, exige des entreprises qu'elles reversent des dividendes de plus en plus élevés à leurs actionnaires, et fait régner partout l'insécurité. Pour corriger les anomalies supposées par son analyse, il propose de prélever une taxe sur toutes les transactions financières, la taxe Tobin[source insuffisante] et, pour y contribuer, il suggère de mettre en place une organisation non gouvernementale, l'« Association pour une taxe Tobin d'aide aux citoyens (ATTAC) ».
Il fait également partie des promoteurs du Forum social mondial de Porto Alegre, dont il a proposé le slogan : Un autre monde est possible. Pour ce qui concerne la société médiatique, il est le fondateur de l'ONG internationale Media Watch Global (Observatoire international des médias) et de sa version française, l'Observatoire français des médias. Il est aussi membre du comité de parrainage de la « Coordination française pour la Décennie » de la culture de paix et de non-violence.
Enfin, Ignacio Ramonet est également promoteur du revenu de base inconditionnel, dont il fait largement mention dans son éditorial de janvier 2000 dans Le Monde diplomatique[source insuffisante].

## Controverse
Une controverse, alimentée notamment par Reporters sans frontières, existe quant à sa proximité avec Fidel Castro ; informations qu’il a démenties en avril 2002[source insuffisante]. En mai 2004, Ignacio Ramonet apporte son soutien à Fidel Castro en direct à la télévision alors que ce dernier proteste contre le classement que Forbes vient de publier : celui des fortunes des chefs d'État, où Fidel Castro apparaît en 7e position.
En 2025, l'hebdomadaire Le Point relève la complaisance de Ramonet à l'endroit du « dictateur Maduro » au cours d'un entretien entre les deux hommes le 2 janvier, à un moment où l'élection du président Edmundo González Urrutia est contestée par l'occupant du siège de la présidence vénézuélienne.

## Lecture critique
Ignacio Ramonet publie en septembre 2006 Cien horas con Fidel (Fidel Castro : Biografía a dos voces) ; ce livre, traduit en une vingtaine de langues, dont en français avec Fidel Castro, biographie à deux voix en 2007, est une suite d'entretiens entre Ignacio Ramonet et Fidel Castro.
Le journaliste Axel Gyldén de L'Express considère que Biographie à deux voix « est l'exercice le plus abouti de cirage de bottes (ou de chupa-media – suceur de chaussettes, comme disent les Latinos) jamais imprimé en France. Avec une obséquiosité seulement comparable à celle des chroniqueurs de la presse du cœur ».
Elizabeth Burgos indique que cet ouvrage doit être versé à la documentation sur l'histoire du castrisme. Elle note cependant dans l'ouvrage des « erreurs graves d’ordre historique » dans les notes explicatives. Par exemple Isaías Medina Angarita est qualifié de « dictateur » alors que pour Elizabeth Burgos il a inscrit le Venezuela dans la démocratie. Toujours pour le Venezuela, il est indiqué que Rómulo Betancourt a été renversé en 1964, alors qu'au contraire il a transmis son pouvoir à son successeur Raúl Leoni après son élection dans le « strict respect des règles démocratiques ». Pour l'historien Pierre Rigoulot, dans cet ouvrage, Ignacio Ramonet laisse Fidel Castro « s'épancher, se justifier et justifier tout, ce livre fait de Ramonet, légitimement le dernier castriste ».
Après la publication de cet ouvrage, les journaux El País et La Voz de Galicia cessent de publier ses articles ; Ignacio Ramonet y voit une mesure de représailles.
Les universitaires Philippe Corcuff et Antoine Bevort critiquent la position ambiguë d'Ignacio Ramonet au moment de la victoire de Donald Trump.

## Engagement politique
En 2012, il soutient Jean-Luc Mélenchon, candidat du Front de gauche à l'élection présidentielle. Au début des années 2020, il fait partie du « conseil scientifique » de l'Institut La Boétie.

## Récompenses
Il a reçu plusieurs distinctions internationales :
- le Prix Liber'Press au « meilleur journaliste de l'année », Gérone (Espagne), 1999.
- le Prix Colombe d'Or au « meilleur journaliste étranger défenseur de la paix », Rome (Italie), 2000.
- le Prix au « meilleur journaliste défenseur des droits de l'homme », La Corogne (Espagne), 2001.
- le Prix Rodolfo-Walsh de journalisme « pour sa trajectoire professionnelle », université nationale de La Plata (Argentine), 2003.
- le Prix de la Communication culturelle Nord-Sud, Rabat (Maroc), 2003.
- le Prix Turia de l'information, Valence (Espagne), 2004.
- le Prix Méditerranée de l'information, Naples (Italie), 2005.
- le Prix José Couso de la liberté de la presse, Ferrol (Espagne), 2006.
- le Prix international de la Liberté de Presse attribué par le journal algérien El Khabar, Alger, 2007.
- le Prix Ciudad de Cordoba de « communication solidaire », Cordoue (Espagne), 2007.
- le Prix Libertador Bernardo O'Higgins « pour son constant apport à une meilleure compréhension des relations sociales, politiques, économiques et culturelles des sociétés contemporaines », Santiago (Chili), 2009.
- le Prix Antonio-Asensio de journalisme « pour sa lutte constante en faveur d'un monde plus juste et plus libre », Barcelone, 2010
- le Prix Greenaccord Award de « journalisme environnemental », Coni (Italie), 2011.
- le Prix FAO Espagne « pour avoir sensibilisé la société à la problématique de la faim dans le monde », Madrid, 2012
- Doctorado honoris causa, Universidad de La Habana, La Havane, février 2012
- le Prix international Fundacion Comin « pour sa rigueur, lucidité et courage dans l'exercice de sa profession comme journaliste et pour son engagement en faveur de la justice sociale », Barcelone, 2013[23].
- la Médaille d'or du Sénat français « pour son action en faveur du rapprochement entre la France et l'Amérique latine ». Paris, 2014[24].
- la Médaille Felix Elmuza décernée par l'Union des Journalistes de Cuba (UPEC), La Havane, 2017[25].
- le Prix Latino-américain et caribéen de sciences sociales CLACSO « pour son remarquable parcours académique et ses apports à la recherche et au développement des sciences sociales en Amérique latine et dans les Caraïbes », Buenos Aires, 2018[26].

## Ouvrages
- Le Chewing-Gum des yeux, Alain Moreau éditeur, Paris, 1980 ; nouvelle édition modifiée et augmentée, sous le titre Propagandes silencieuses, 2000, cf. infra.
- La Communication victime des marchands, La Découverte, 1989.
- Como nos venden la moto, avec Noam Chomsky, Icaria, Barcelone, 1995.
- Nouveaux Pouvoirs, nouveaux maîtres du monde, Fides, Montréal, 1996.
- Géopolitique du chaos, Galilée, 1997 ; réédition en « Folio », Gallimard, Paris, 1999.
- La Tyrannie de la communication, Galilée, 1999, Folio, Gallimard, 2002. (Extraits)
- Propagandes silencieuses. Masses, télévision, cinéma, Galilée, 2000 ; réédition en « Folio », Gallimard, 2003.
- Marcos, la dignité rebelle. Entretiens avec le sous-commandant Marcos, Galilée, 2001.
- Guerres du XXIe siècle - Peurs et menaces nouvelles, Galilée, 2002.
- Abécédaire partiel et partial de la mondialisation, avec Ramón Chao et Jacek Woźniak, Plon, 2004.
- Irak : Histoire d'un désastre, Galilée, 2005.
- Fidel Castro, biographie à deux voix, Fayard, Paris, 2007.
- Guide du Paris rebelle, avec Ramón Chao, Plon, Paris, 2008.
- Le Krach Parfait, Galilée, 2009.
- La Crisis del Siglo, Icaria, Barcelone, 2009.
- L'Explosion du journalisme. Des médias de masse à la masse de médias, Éditions Galilée, Paris, 2011.
- Hugo Chavez. Ma première vie : Conversations avec Ignacio Ramonet, avec Hugo Chávez, Éditions Galilée, Paris, 2015 (première édition en espagnol, 2013).
- L'Empire de la surveillance. Suivi de deux entretiens avec Julian Assange et Noam Chomsky, Éditions Galilée, Paris, 2015.

### Entretiens audio
- Avec Daniel Mermet (émission Là-bas si j'y suis) autour de son livre le Krach parfait (17 février 2009)
- Avec Daniel Mermet (émission Là-bas si j'y suis) autour de son livre le Krach parfait (18 février 2009)
- Avec Daniel Mermet (émission Là-bas si j'y suis, sur France Inter) autour de son livre L'Explosion du journalisme (1er mars 2011)